# Цона Артиђанале (Мантова)
Цона Артиђанале је насеље у Италији у округу Мантова, региону Ломбардија.
Према процени из 2011. у насељу је живело 109 становника. Насеље се налази на надморској висини од 26 м.